# Scaramouche (romanzo)
Scaramouche è un romanzo storico di Rafael Sabatini, pubblicato per la prima volta nel 1921.

## Trama
Il romanzo narra la storia di un giovane avvocato durante la rivoluzione francese. Nel corso delle sue avventure diventa un attore che interpreta "Scaramouche", un personaggio birichino e buffone. Inoltre diventa un uomo politico e un amante, sconfiggendo i suoi nemici con le sue eleganti orazioni e la sua maestria di spadaccino.

## Adattamenti
Dal romanzo furono tratti una commedia di Barbara Field e due film, Scaramouche nel 1923 con Ramón Novarro, e l'omonimo remake nel 1952 con Stewart Granger.
Quest'ultimo film include uno dei più lunghi e credibili duelli della Storia del cinema.

## Curiosità
Il romanzo si apre con la memorabile frase "He was born with the gift of laughter and the sense that the world was mad" (Era nato con il dono della risata e la sensazione che il mondo fosse pazzo). Questa frase è diventata l'epitaffio di Sabatini sulla sua pietra tombale ad Adelboden in Svizzera.